# 1045 (numero)
Millequarantacinque (1045) è il numero naturale dopo il 1044 e prima del 1046.

## Proprietà matematiche
- È un numero dispari.
- È un numero sfenico.
- È un numero composto da 8 divisori: 1, 5, 11, 19, 55, 95, 209, 1045. Poiché la somma dei suoi divisori (escluso il numero stesso) è 395 < 1045, è un numero difettivo.
- È un numero nontotiente in quanto dispari e diverso da 1.
- È un numero congruente.
- È un numero ottagonale.
- È un numero intero privo di quadrati.
- È un numero malvagio.
- È parte delle terne pitagoriche  (600, 1045, 1205), (627, 836, 1045), (912, 1045, 1387), (1045, 1332, 1693), (1045, 1848, 2123), (1045, 2508, 2717), (1045, 4452, 4573), (1045, 5700, 5795), (1045, 9900, 9955), (1045, 21828, 21853), (1045, 28728, 28747), (1045, 49632, 49643), (1045, 109200, 109205), (1045, 546012, 546013).

## Astronomia
- 1045 Michela è un asteroide della fascia principale del sistema solare.
- NGC 1045 è una galassia nella costellazione della Balena.

## Astronautica
- Cosmos 1045 è un satellite artificiale russo.